# Shannon Kook-Chun
Shannon Kook-Chun ou Shannon Kook est un acteur sud-africain, né le 9 février 1987 à Johannesburg. Il se fait connaître grâce au rôle de Zane Park dans la série télévisée Degrassi : La Nouvelle Génération et de Jordan Green dans la série The 100.

## Biographie

### Jeunesse et études

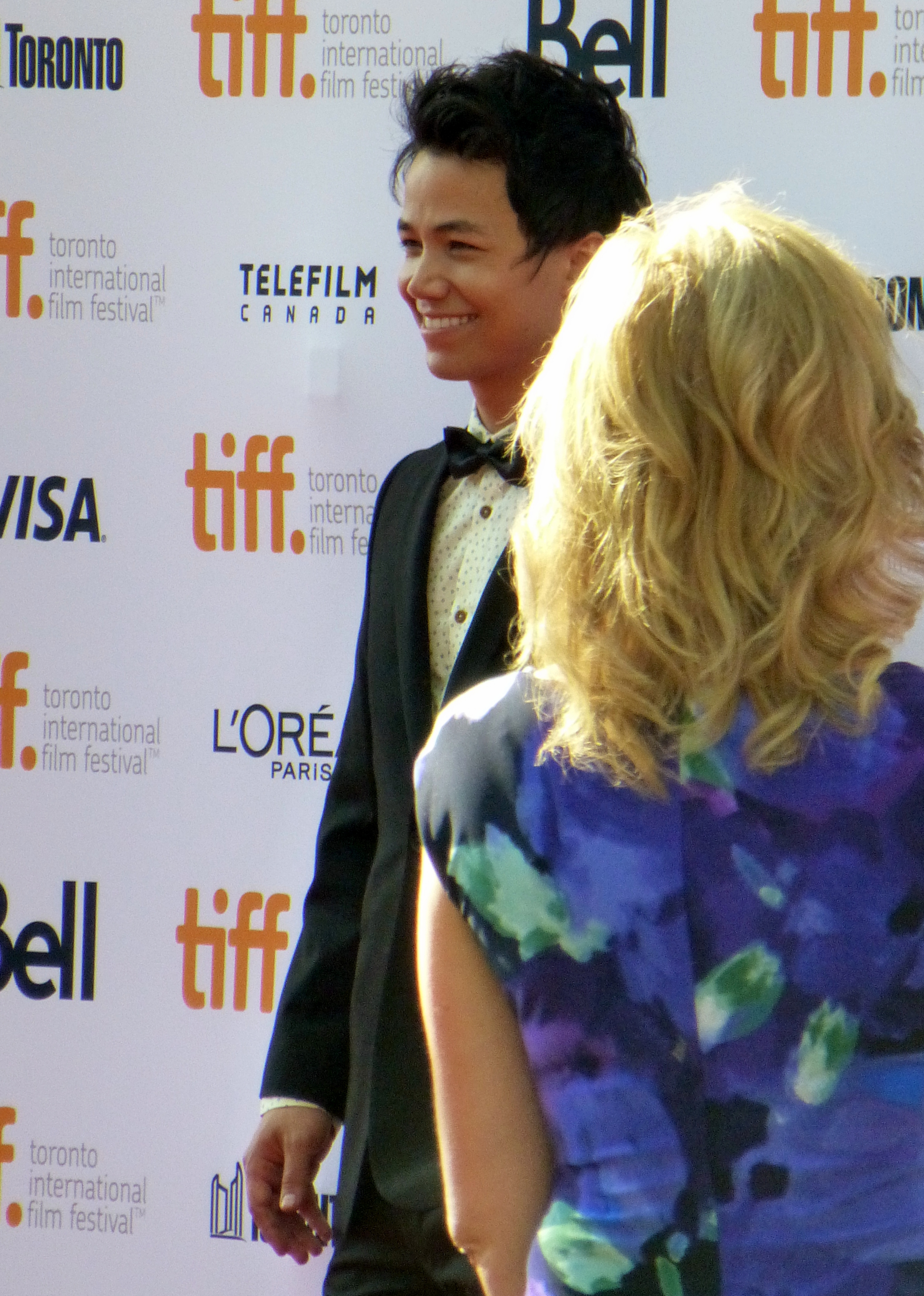
Shannon Kook-Chun à l'avant-première de Quand vient la nuit lors du festival international du film de Toronto en 2014.

Shannon Kook-Chun naît en février 1987 à Johannesburg, de son père mauricien, de descendance chinoise, et de sa mère sud-africaine. À 2 ans, Ses parents se séparent. Il est élevé par son père, à Hillbrow. Ce dernier travaille de son mieux afin que son fils assiste à St Stithians College à Johannesburg, et se remarie. En plein déménagement, il les suit à Toronto, au Canada, où il est accepté à l'école nationale de théâtre du Canada. Il y rencontre Jake Epstein, avec qui il jouera dans la série télévisée Degrassi : La Nouvelle Génération (2010).
Après avoir obtenu son diplôme, il est apparu sur la scène du théâtre Lorraine Kimsa pour les jeunes et au Citadel Theatre dans leur production pour The Forbidden Phoenix.

### Carrière
En 2009, Shannon Kook-Chun commence sa carrière d'acteur en apparaissant dans la série télévisée canadienne de comédie dramatique Les Vies rêvées d'Erica Strange et The Border.
En 2010, il rejoint la distribution de la série télévisée canadienne Degrassi : La Nouvelle Génération en interprétant le rôle de Zane Park, membre de l'équipe de football Degrassi qui est toujours ouvert sur son homosexualité et qui est le petit ami de Riley Stavros, incarné par l'acteur canadien Argiris Karras. Même année, il joue dans le court métrage Verona, en incarnant le rôle de Xan et joue aux côtés de John Bregar, Dean Armstrong et Brittany Allen. Le court métrage est basé sur la pièce de théâtre Roméo et Juliette de William Shakespeare. La même année, il se rend en Inde pour construire une école avec l'organisation Free The Children. 
En septembre 2013, après avoir postulé à des emplois supplémentaires pour payer son loyer et également auditionné chaque semaine, il décroche un rôle pour le film américain Dark Places, où il joue avec Charlize Theron, Chloë Moretz, Nicholas Hoult et Tye Sheridan et commence le tournage du film en août 2013. Le film est adapté du roman éponyme de Gillian Flynn. La sortie du film est prévue en 2015. Il prête sa voix pour le court métrage d'animation Requiem for Romance et est nommé meilleur interprète de voix lors des ACTRA Awards.
En 2014, il est nommé Étoile Montante (Rising Star) lors du festival international du film de Toronto.

## Filmographie

### Longs métrages
- 2013 : Hunting Season de Will Bowes : Jason
- 2013 : Empire of Dirt de Peter Stebbings : Angel
- 2013 : Conjuring : Les Dossiers Warren (The Conjuring) de James Wan : Drew Thomas
- 2013 : The Dependables de Sidney J. Furie : Vic Skinner
- 2013 : Dirty Singles d'Alex Pugsley : Ian
- 2015 : Dark Places de Gilles Paquet-Brenner : Trey Teepano
- 2015 : A Christmas Horror Story de Grant Harvey, Steven Hoban et Brett Sullivan : Dylan
- 2016 : Conjuring 2 : Le Cas Enfield (The Conjuring 2) de James Wan : Drew Thomas
- 2021 : Conjuring : Sous l'emprise du Diable (The Conjuring: The Devil Made Me Do It) de Michael Chaves : Drew Thomas
- 2025 : The Conjuring: Last Rites de Michael Chaves : Drew Thomas

### Courts métrages
- 2010 : Verona de Laurie Lynd : Xan
- 2011 : Three Mothers de Rafal Sokolowski
- 2012 : Alan's Study d'Aidan Shipley : B
- 2013 : Requiem for Romance de Jonathan Ng : Yun
- 2015 : Grandpa Was Here de Keeya King : Henry

### Téléfilm
- 2013 : Un rêve éveillé (Holidaze) de Jerry Ciccoritti : Karl Johnson

### Séries télévisées
- 2009 : Les Vies rêvées d'Erica Strange (Being Erica) :  Kendrick Kwan (saison 2, épisode 4 : Cultural Revolution)
- 2009 : The Border : Yuan Doa (saison 3, épisode 6 : Kiss and Cry)
- 2009 : Cra$h and Burn : Benny (saison 1, épisode 4 : The Boss is Coming)
- 2010 : Durham County : David Cho (5 épisodes)
- 2010 : Aaron Stone : Grudge (2 épisodes)
- 2010-2011 : Degrassi : La Nouvelle Génération (Degrassi: The Next Generation) : Zane Park (19 épisodes)
- 2010-2011 : Baxter (en) : Deven Phillips (10 épisodes)
- 2011 : Rookie Blue : Pete Sun (saison 2, épisode 13 : God's Good Grace)
- 2012 : XIII, la série (XIII: The Series) : Victor Gong (2 épisodes)
- 2015-2016 : Carmilla : Theo (6 épisodes)
- 2016 : Private Eyes : Theo Straka
- 2017 : Incorporated : le commandant Tobias (2 épisodes)
- 2017 : Thornwood Heights : Jamie Chen (épisode Deadly Secrets by the Lake)
- 2017 : Running With Violet : Stewart (5 épisodes)
- 2017 : Shadowhunters : Duncan (2 épisodes)
- 2018-2020 : The 100 (The 100) : Jordan Green (17 épisodes)
- 2019 : Impulse : Wesley Kido (2 épisodes)
- 2020 : Woke : Ziggy (2 épisodes)
- 2021 : Nancy Drew : Grant (5 épisodes)
- 2023 : Reacher : Swan (Saison 2)